# All The Way Up
«All The Way Up» es el sencillo debut de la cantautora y actriz estadounidense Emily Osment, incluida en su EP debut All the Right Wrongs

## Información
La canción fue escrita por Osment, Anthony Fagenson, James Maxwell Collins y producida por este último.

### Lista de canciones
Descarga digital
1. «All The Way Up»

CD Sencillo
1. «All The Way Up»

Promo
1. «All The Way Up»

## Video musical
El vídeo musical del sencillo, dirigido por Roman White, involucra a Osment, quien con su banda tocan en un edificio en el cual sus inquilinos se quejan del ruido que hacen.

## Posicionamiento
| Listas (2009)    | Posición |
| ---------------- | -------- |
| Canadian Hot 100 | 76       |